# اومناکا
اومناکا (به انگلیسی: Umnaka) یک شهر در پاکستان است که در اسلام‌آباد واقع شده‌است. اومناکا ۱۷٬۵۳۵ نفر جمعیت دارد و ۴۵۶ متر بالاتر از سطح دریا واقع شده‌است.